# غريغ جونسون
غريغ جونسون (بالإنجليزية: Greg Johnson)‏ (و. 1971  م) هو لاعب هوكي الجليد كندي، ولد في ثاندر باي، أونتاريو، شارك في الألعاب الأولمبية الشتوية 1994، مركز لعبه هو مركز ‏.
.

## التعليم
تعلم في جامعة داكوتا الشمالية.

## روابط خارجية
- غريغ جونسون على موقع دوري الهوكي الوطني (الإنجليزية)
- غريغ جونسون على موقع EliteProspects.com (الإنجليزية)
- غريغ جونسون على موقع HockeyDB.com (الإنجليزية)
- غريغ جونسون على موقع Hockey-Reference.com (الإنجليزية)
- غريغ جونسون على موقع اللجنة الأولمبية الدولية (الإنجليزية)
- غريغ جونسون على موقع أوليمبيديا (الإنجليزية)